# Spinotarsus addoensis
Spinotarsus addoensis är en mångfotingart som beskrevs av Kraus 1966. Spinotarsus addoensis ingår i släktet Spinotarsus och familjen Odontopygidae. Inga underarter finns listade i Catalogue of Life.